# 鶴見五郎
鶴見 五郎（つるみ ごろう、1948年11月23日 - 2022年8月26日）は、日本の男性プロレスラー、トレーニングジム経営者。本名：田中 隆雄。
悪役レスラーとして人気を集めた。

## 来歴
神奈川県横浜市出身。東海大学理学部物理学科卒業。大学に入学後、勉学と同時にレスリングに打ち込んでいたが、入学当時同大学にはまだレスリング部がなく、場所を転々としながら独自に練習していた。1971年6月、サンダー杉山の知り合いのつてで国際プロレスに入門。
7月12日、札幌中島スポーツセンターでの大磯武戦でデビューする。
1973年3月、八木宏（後の剛竜馬）と共に海外武者修行としてヨーロッパに渡り、主に西ドイツやイギリスで活動。イギリスでは短期間ではあるが『蛇の穴』と呼ばれたビリー・ライレージムに入門しランカシャーレスリングを学ぶ。その後ヨーロッパからメキシコに転戦。このメキシコ遠征の際にNWA世界ライトヘビー級王座をドクトル・ワグナーより奪取するが試合後の計量でウエイトオーバーが判明し、タイトルを剥奪される。「そもそも最初から王座に挑戦していない」との説もあるが真偽は不明。但し、鶴見本人は王座を奪取した後、控室に戻ると現地のプロモーターが血相を変えてやってきて、いきなりチャンピオンベルトを奪うように持っていってしまい、いつの間にかタイトルマッチが無効にされていたと発言している。大半の日本人レスラーがメキシコ遠征にあっては食事が合わず体重を落としていた傾向がある中、鶴見は増量して帰って来たという逸話も残している。
1975年、帰国して中堅レスラーとして活動するが、1979年10月3日の青森県黒石市大会で会場入りした際に自分のカードが組まれていなかったことに激怒し、国際プロレス社長の吉原功に抗議。それを止めようとした稲妻二郎と殴り合い、その結果選手会を除名される。鶴見はこれに腹を立て、吉原を暴行。これがきっかけとなり稲妻二郎との抗争を展開して、1979年11月6日の青森県弘前市での興行で「ヘア・ベンド・マッチ（敗者髪切りマッチ）」が組まれ、鶴見が敗れたが髪切りを拒否し抵抗したため若手に押さえつけられて丸坊主にされた上に、稲妻によって胸に付けていたコスチュームの日の丸マークを剥ぎ取られた。その後はそれまで着用していた青いレスリングギアを胸に髑髏のマークを付けた黒いコスチュームに変えてヒールに転向。1980年1月4日に引退していた大位山勝三をパートナーに、ミスター珍をマネージャーに迎えて『独立愚連隊』を結成。日本人による初のヒール軍団の一員として活躍した。しかしそれら一連の出来事は国際プロレスが経営難となり、外国人レスラーに支払うギャラや旅費の工面に悩む吉原社長が自ら考え出したアングルであったと、後に鶴見自身が語っている。それは日本人自らがヒールとなり、外国人側の役どころを代行すれば経費が抑えられると考えていた。
国際プロレス解散の半年前となる1981年3月19日の和歌山県・御坊市大会をもって大位山が再度引退したため『独立愚連隊』は解散。最終興行となった8月9日の北海道羅臼町大会では、テリー・ギッブスを相手にメインイベントの金網デスマッチに登場、国際プロレス最後の試合を務めた。最後のメインイベンターは金網デスマッチのローテーションがあらかじめ決まっており、それによって決定したという。その後、ドイツのCWAやカルガリーのスタンピード・レスリングなど海外転戦を経て、フリーランスとして全日本プロレスに登場。当初は外国人サイドにつき、タイガー・ジェット・シンや上田馬之助との共闘や全日本に入団したマイティ井上や阿修羅・原との抗争を行う。
1983年3月1日、秋田市立体育館大会で、上田と天龍源一郎によるランバージャック・デスマッチに上田のセコンドとして参加した際に試合中の上田に凶器を渡したことから後日、PWFから6ヶ月間の（全日本マット）出場停止処分を受けている。同じく1983年にはザ・モンゴリアン、1984年には来日中止となったバズ・ソイヤーの代打としてワンマン・ギャングと組み、世界最強タッグ決定リーグ戦に参加する。1984年のリーグ戦の最終日には、ラッシャー木村・アポロ菅原・剛と共に『国際血盟軍』を結成するが、全日本における日本人選手が飽和状態となり1986年3月をもって初期メンバーである剛・菅原・1985年6月に加入した高杉正彦の3人が整理解雇されたことにより（後述）、同軍団は事実上解散。1987年に全日本のアジアタッグ争奪リーグ戦に剛とのコンビで参戦するも、三つ巴の最下位（ピンフォールを取られたのはすべて剛）に終わる。以後は同団体内で中途半端なポジションに甘んじることとなるが、地方興行のメインで行われる6人タッグに度々起用されて地味ながらも役目をこなす。
その後ジャイアント馬場と木村のファミリー軍団入りを直訴し、認められそうになった矢先の1990年にSWSへ移籍した。なお鶴見は引き抜かれた訳ではなく、自ら将軍KYワカマツへ連絡した後に正式入団したという。また全日本にはフリー選手で契約を結んでおり、馬場と話し合いの上で全日本を円満退社してSWSに移籍する。
1990年9月、SWSプレ旗揚げ戦においてジョージ高野と対戦して裏拳の連発でジョージを追い込んて敗れた。その試合は高い評価を得るが早期にSWSは崩壊する。当時所属していた『道場・檄』と高野が率いる『パライストラ』のメンバーと共にNOWに参加。ボクシングを基調としたスタイルの試合で活躍したが、そのNOWも長続きせずに崩壊。その後はIWA格闘志塾を旗揚げしてインディー団体の統括組織であるレスリング・ユニオンに加盟する。1994年には一時期ではあるがFMWに参戦。W★ING同盟に所属しターザン後藤と抗争を繰り広げた。またPWCでは「宇宙パワー」としても活躍した。
レスリング・ユニオンが活動を停止したのに伴い、団体名を国際プロレスプロモーションと変えて地元横浜市鶴見区・茅ヶ崎市を中心にトレーニングジムの経営と平行しつつ、小規模ながら地道な活動を続けていたが2006年7月に引退を表明。
2009年8月23日、ダークマッチながらも高木三四郎との師弟タッグでDDTプロレスリングの両国国技館大会「両国ピーターパン 〜大人になんてなれないよ〜」に出場予定だった。しかし鶴見が大会の開催日を間違えてしまって遅刻し、約1年半ぶりの試合機会であったが欠場となってしまった（鶴見の代役は小笠原和彦が務めた）。その後、試合会場には到着して第5試合（高木対ザ・グレート・サスケ戦）の途中、リング外でマミーと乱闘をしつつの乱入という形で登場。また同大会エンドロール映像にも姿を見せていた。
2009年9月、GENTAROの強い希望も有り、VKF KING of WRESTLE NANIWAのタイトルに挑戦。国際プロレスの売店を襲うというGENTAROの頭脳プレイによってリングアウト負けを喫している。
2010年7月25日、DDT両国国技館大会に前年の轍を踏むことなく予定通り会場入り。しかし出場試合の入場直前にトイレに篭っており、その間に試合は開始。鶴見はトイレからリングに向かうが、ロープをまたいでリングインした瞬間、タッグパートナーである松永智充がハチミツ二郎のアンクルホールドにギブアップ。結局、鶴見は一切試合を行わないまま敗退となった。
2010年9月5日、西調布格闘技アリーナにおける頑固プロレスでの対大久保一樹戦及び、その流れで6人タッグマッチとなった鶴見&大久&BENTEN対デモニオ・ウノ&ザ・スカルパー&ザ・ギザー戦。大久保とのシングル戦では足の負傷で満足な動きができないながらも裏拳やランカシャーレスリング流の足関節技、そして、大技のゴロースープレックスを繰り出すなど健在ぶりを披露。6人タッグマッチでも怪奇派に裏拳を叩き込み、大久保の勝利をアシスト。
そのキャリアのほとんどを素顔のヒールの鶴見五郎として歩んできたがユニオンプロレス、マッスルなどのリングでプロデュースされて『メカゴロー』、『ツルティモ・ドラゴン』といったキャラクターへの変身を見せたこともある。
2013年8月22日、新宿FACEでDDTとプロレスリングFREEDOMS全面協力の下で引退試合を行った。なお、引退試合の後のマイクで長男をプロレスラーとしてデビューさせると発言している。
2014年から、鬱滞性潰瘍を患い神奈川県の病院に入院。FREEDOMS、DDT、佐野魂が協力し合い鶴見五郎エイドTシャツを販売し、その売上は鶴見の入院費と治療費にあてる協力をしていた。家族の話によると高血圧・糖尿病・心不全も患っており、晩年まで療養していた。
2022年8月26日午前7時11分、低血圧と敗血症のため神奈川県内の施設で死去した。73歳没。訃報は家族よりFREEDOMSの佐々木貴を通じて報じられた。遺体は本人の生前の意向により献体に付されることとなった。

## 人物・エピソード
- リングネームはデビュー当時暮らしていた横浜市鶴見と、ファンだった渡哲也の主演映画『無頼 人斬り五郎』から取って自身で命名した。
- 無骨な見た目とは違って裁縫や料理（特に漬物）が得意で、リングイン時のトレードマークであった「国際血盟軍の旗」も自分で縫った作品の一つだった。学生時代は不二家でショートケーキ作りのアルバイトをしていたという[15]。多くの日本人レスラーが現地の「水」に苦しみ、体重減を味わうメキシコ遠征で鶴見が体重を落とさずに済んだ理由は、食事をほぼ自炊で賄っており栄養管理が出来ていたからである。また1980年代初頭に普及し始めたワープロも使いこなしていた。
- 国際プロレスでは未払いのファイトマネーが所属選手中最高額だった[16]。吉原功が入院した際も、見舞いにはいつも訪れていた[16]。
- 国際プロレス崩壊後の1982年のカルガリー遠征では、スチュ・ハート主宰のスタンピード・レスリングにおいて、ブレット・ハート、デビッド・シュルツ、レオ・バーク、ジム・ナイドハート、デイビーボーイ・スミス、ジェリー・モロー、ミスター・ヒト、ジン・キニスキーなどと対戦した[17]。
- ジャイアント馬場は、鶴見の気迫溢れるファイトや本格的なレスリングテクニック・スープレックスなどを高く評価しており、1980年代前半は何度も「日本人サイドに付かないか」「全日本に正式入団しないか」と誘われたが、全て丁重に断っている。その理由は「当時は嫁さんがアメリカに住んでいたので、ギャラはドルで欲しかったから」だという[18]。
- 2011年10月にディック東郷がベルギー遠征を行った際、東郷は1978年6月に国際プロレスに参戦したベルモ・サルバトーレ（英語版）がプロモートする興行へ参戦した。試合後の食事会の際、サルバトーレは東郷に対して「ゴロー・ツルミは生きてるのか？」と質問した。さらにサルバトーレは国際プロレス参戦当時のエピソードを交えながら「ゴローは大切な友達だよ」と語り、最後に東郷に対しても「鶴見には、くれぐれも宜しくと伝えてくれよな」と語ったという[19]。
- どのような経緯なのかは不明だが、鶴見の没後長年書き溜めていた日記がプロレスショップで売りに出され、それを知った弟子である高木三四郎が買い取り、読んでみるとSWS解散に至るまでの経緯が事細かに書かれており、それを読んだ高木はサイバーファイトを統括する立場になったさいに、団体同士の確執や派閥争いが起きないようグループ運営の参考にしている。
- 酒井美羽作のレディースコミック『ママはやしの実わり』（全3巻。白泉社刊）に取材協力。同作内にて主人公の夫でプロレスラーのゴウ伊吹（モデル不明）をサポートする優しき先輩として鶴見をモデルとした鶴見川五郎が登場、その家族や自らが率いる独立団体が青果市場で興行する模様なども描かれている。なお同作にはゴウ伊吹のライバルとして、鬼童凶児（モデルは蝶野正洋）、ゴウ伊吹の所属団体社長で会社を倒産させた社長として、虎山熊ノ助（モデルは将軍KYワカマツ）なども登場する。
- 神奈川県茅ヶ崎市の「鶴見五郎ジム」入口の看板には、漫画家いしかわじゅんによる鶴見の似顔絵が描かれている。
- 2010年4月29日、自宅の窓を開けようとした不審な男を鶴見が発見。逃げた男を当時25歳の長男と2人で約50メートル追いかけて取り押さえ、110番通報し警察に引き渡した[20]。後に男は不起訴となり、鶴見に対して謝罪に訪れた。その後は男の職場復帰を後押しするなど支援した[21]。

## 得意技
アバランシュバックドロップ
雪崩式バックドロップと同型。
五郎（ゴロー）スープレックス
真横から相手の片方の太股を抱えるようにして股の下でクラッチして持ち上げて後方に反り投げる。
バックハンドブロー
アフロヘアーにドクロの吊りパンツ、そしてアジャ・コングが装着しているものと同様の裏拳用グローブは鶴見のトレードマークであり、自身の持ち技にしていた。
トーキック
足の爪先を用いて相手のみぞおちを蹴り上げるキック。繋ぎ技として多用した。
地獄突き
揃えた手の指先で相手の喉元を突く打撃技。空手における貫手であり、アブドーラ・ザ・ブッチャーの得意技として有名だが、鶴見もこの技を多用した。

## タイトル歴
- IWA世界タッグ王座（国際プロレスプロモーション）：1回（w / 谷津嘉章）

## 映画
- 空手バカ一代（1977年、東映） - トミー・ロジャース